# Episodi di Romeo × Juliet
Lista degli episodi di Romeo × Juliet, anime ispirato alla tragedia di William Shakespeare intitolata Romeo e Giulietta, trasmesso in Giappone su CBC dal 4 aprile al 26 settembre 2007 e successivamente su TBS, KBS e SUN-TV. In Italia è stato trasmesso, con il sottotitolo Romeo e Giulietta al di sotto del titolo originale, su RaiSat Smash Girls dal 6 aprile al 31 luglio 2009.
La sigla di apertura è Inori ~ You Raise Me Up (祈～Ｙｏｕ Ｒａｉｓｅ Ｍｅ Ｕｐ?) di Lena Park, mentre quelle di chiusura sono Cyclone (サイクロン?) per gli ep. 1-14 dei 12012 e Good bye, yesterday per gli ep. 15-23 di Mizrock; nell'ultimo episodio in chiusura viene utilizzata una versione in lingua inglese della sigla d'apertura, sempre cantata da Lena Park.

## Lista episodi
In originale, gli episodi presentano, oltre al titolo giapponese, un sottotitolo italiano.
| Nº | Titolo italiano Giapponese 「Kanji」 - Rōmaji | In onda           | In onda        |
| Nº | Titolo italiano Giapponese 「Kanji」 - Rōmaji | Giapponese        | Italiano       |
| 1  | Noi due – Se non ci fossimo incontrati 「ふたり ～出会わなければ～ (Destino)」 - Futari ~Deawana kereba~ | 4 aprile 2007     | 6 aprile 2009  |
| 1  | Durante un sanguinoso colpo di Stato contro i dominatori di Neo Verona, le forze guidate da Montecchi si introducono a palazzo durante la notte e massacrano l'intera famiglia regnante dei Capuleti. Tuttavia la figlia di 2 anni di Capuleti, Giulietta, scampa all'eccidio, e portata in luogo sicuro, sopravvive con l'aiuto delle guardie di palazzo rimastele fedeli. Dopo 14 anni riappare travestita come un ragazzo di nome Odin, che si maschera da eroico bandito chiamato "Turbine Rosso" per opporsi alle ingiustizie commesse dalla soldataglia di Montecchi contro la popolazione inerme. Durante uno di questi scontri, lo spadaccino mascherato viene salvato dai due giovani nobili Romeo e Benvolio. Tornata al sicuro nella casa del teatrante Willy (il quale ospita e segretamente nasconde i seguaci dei Capuleti), Giulietta esprime alla cara amica Cordelia tutta la sua frustrazione nel dover esser costretta a vestirsi da maschio in pubblico; la giovane la sprona a portare pazienza, ché tutto le sarà rivelato il giorno seguente al compimento dei 16 anni. Quella sera Giulietta è invitata da Emilia, una delle attrici di Willy, a raggiungerla al gran "Ballo della Rosa" che si tiene a palazzo, questa volta senza dover travestirsi da ragazzo. Appena entrata nel gran salone dei ricevimenti, la fanciulla ha come un flashback di lei bambina in cima alla scalinata: esce allora nei giardini del palazzo e davanti alla fontana incontra per la seconda volta Romeo. |                   |                |
| 2  | Promessa – Il profumo dei ricordi 「約束 ～思ひ出の香り～ (Il segreto)」 - Yakusoku ~Omohide no kaori~ | 11 aprile 2007    | 7 aprile 2009  |
| 2  | Durante l'incontro casuale con Giulietta, Romeo viene chiamato dal padre, il quale annuncia a tutti i presenti il fidanzamento del figlio adolescente con la nobildonna coetanea Ermione. La mattina seguente il Turbine Rosso, con l'aiuto del piccolo Antonio, salva alcune ragazze rapite dagli sgherri di Montecchi a titolo di risarcimento per i prestiti ricevuti dalle loro famiglie. Ferita lievemente, Giulietta viene medicata dal dottor Lancillotto, che le parla della situazione sempre più oppressiva in vive l'intera città. Nel tardo pomeriggio di quello stesso giorno la ragazza incontra per la terza volta Romeo in un campo di bianchi e profumatissimi iris; prima di separarsi i due si ripromettono d'incontrarsi nuovamente l'indomani alla stessa ora e nello stesso luogo. Quella sera, dopo la sua festa di compleanno, Giulietta viene condotta al cimitero della famiglia Capuleti, dove le viene rivelata finalmente la sua autentica identità: lei è l'unica erede superstite della vecchia casata regnante, tenuta in vita affinché vendichi la famiglia uccisa rovesciando il tiranno Montecchi. |                   |                |
| 3  | Cuori innamorati – Uno scherzo crudele 「恋心 ～残酷な悪戯～ (Attrazione)」 - Koigokoro ~Zankoku na itazura~ | 18 aprile 2007    | 8 aprile 2009  |
| 3  | Romeo cerca di incontrare ancora l'amata Giulietta ma questa, consigliata da Cordelia, non si fa vedere e non si presenta più al campo d'iris: il giovane nobile è dopotutto il figlio dell'odiato tiranno che ha ucciso i suoi genitori, e sarebbe troppo pericoloso se qualcuno scoprisse chi in realtà è la ragazza. Mentre vaga nell'alto cielo in groppa al fedele Cavallo-Drago bianco Cielo, Romeo scorge il Turbine Rosso giunto a liberare Lancillotto, tenuto prigioniero nelle segrete del castello, in quanto sospettato di collaborare col fuorilegge; e presta loro aiuto. Lancillotto identifica il soccorritore come il figlio di Montecchi, tra lo stupore e sgomento di Giulietta. |                   |                |
| 4  | Imbarazzo – Sotto la pioggia battente 「恥じらい ～雨に打たれて～ (Una timida fanciulla)」 - Hajirai ~Ame ni utarete~ | 25 aprile 2007    | 9 aprile 2009  |
| 4  | Al suo ritorno a casa, Giulietta viene severamente redarguita da Corrado, il quale le intima di prendere su di sé le proprie responsabilità e mettersi alla testa di chi vuole il ritorno dei Capuleti. Travestendosi da Odin per visitare il cimitero di famiglia, Giulietta, del tutto inaspettatamente, reincontra Romeo. Costui la crede un ragazzo e le offre un passaggio fino a casa in groppa al proprio Cavallo-Drago, ma un'improvvisa tempesta li costringe a rifugiarsi all'interno d'una capanna sui monti: qui Romeo accende un fuoco e si spoglia per far asciugare i vestiti, invitando Odin a fare altrettanto. Scopre infine che colui che credeva essere un ragazzo è in realtà la sua amata Giulietta. |                   |                |
| 5  | Turbine – Determinazione ardente 「旋風 ～燃ゆる覚悟～ (Si alza il vento)」 - Kaze ~Moyuru kakugo~ | 2 maggio 2007     | 10 aprile 2009 |
| 5  | Scioccato dalla sua scoperta, Romeo sospetta per un fuggevole attimo che la ragazza possa esser in realtà il Turbine Rosso; non comprende il motivo per cui lei si mascheri da maschio. Nel frattempo una caccia all'uomo senza quartiere, per catturare il Turbine Rosso, diffonde il panico in tutta Neo Verona; viene addirittura imposta la legge marziale. I cittadini vengono privati finanche del cibo necessario al proprio sostentamento, fatto questo che porta alcuni a denunciare persone innocenti di esser collusi col bandito ricercato, o di esserlo loro stessi. La milizia di Montecchi innalza nella piazza centrale della città un grande palco di legno e si appresta a mandare al rogo tutti quelli che sono stati arrestati; si vuole in tal modo costringere il vero Turbine Rosso ad uscire allo scoperto. Giulietta scopre la situazione e vuole presentarsi per far liberare i prigionieri. Viene però trattenuta da Francesco e Curio, i quali l'accusano d'esser stata fino ad allora troppo distratta dalla sua infatuazione nei confronti di Romeo per accorgersi di come si stavano evolvendo i fatti. Poiché la situazione sulla piazza si fa sempre più drammatica e peggiora a vista d'occhio, il dottor Lancillotto prende una decisione tragica ma irrevocabile. |                   |                |
| 6  | Speranza – Il domani riposto 「希望 ～託された明日～ (Speranza)」 - Kibō ~Takusareta ashita~ | 9 maggio 2007     | 13 aprile 2009 |
| 6  | Consapevole del fatto che Giulietta è in realtà il Turbine Rosso nonché l'erede dei Capuleti, Lancillotto decide di indossarne la maschera per evitare l'esecuzione delle persone arrestate ingiustamente. Un intero squadrone della milizia è in attesa, con arcieri collocati tutt'attorno alla piazza; una freccia viene lanciata, e Lancillotto rimane ferito. Ottenuto il rilascio dei prigionieri, dopo aver fatto un discorso sul vento della libertà che soffia impetuoso, il dottore travestito da Turbine Rosso si getta volontariamente tra le fiamme. Romeo, giunto poco dopo sul luogo dell'esecuzione, assiste impotente; scorta Giulietta vestita da Odin si tranquillizza, avendo temuto per la sua incolumità; ma proprio la ragazza le confessa di essere l'autentico Turbine Rosso. Il giorno seguente il Consiglio nobiliare è riunito al gran completo e, su ordine di Montecchi, fissa le regole per dar pieni poteri alla milizia, la quale da quel momento potrà utilizzare indiscriminatamente la forza contro i cittadini. L'unico che ha il coraggio di opporsi ad un tal sopruso è Vittorio, padre di Benvolio, e per quest'insubordinazione viene privato del titolo nobiliare e mandato in esilio assieme a tutta la famiglia. Un informatore riferisce al gruppo fedele a Giulietta che Montecchi ha già pianificato l'omicidio di Vittorio, che sarà fatto apparire come un'aggressione dovuta a banditi. In veste di Odin, la ragazza accorre e giunge appena in tempo per evitare l'eccidio: mentre si trova in difficoltà, un giovane su un cavallo-drago nero fa la sua comparsa. |                   |                |
| 7  | Calore – Adesso soltanto 「ぬくもり ～今だけは～ (Tocco delle tue Mani)」 - Nukumori ~Ima dake wa~ | 16 maggio 2007    | 14 aprile 2009 |
| 7  | Il giovane misterioso si presenta come Tebaldo; egli aiuta Giulietta a sconfiggere i sicari mandati da Montecchi, e prima di allontanarsi la identifica come una Capuleti. Francesco, allora, rivela a Vittorio la verità sull'ultima erede dei Capuleti, e questi diviene immediatamente loro alleato. Il giorno successivo è il Festival dei Fiori: Romeo, afflitto dai dubbi, veduta la mancanza di nome sulla tomba dove aveva precedentemente scorto pregare Giulietta pregare, né domanda la ragione a sua madre. Madonna Porzia conferma a Romeo che Giulietta deve far parte della famiglia Capuleti Giulietta va alla Festa dei fiori travestita da Odin; mentre, affacciata ad una terrazza, contempla malinconicamente l'iris che ha in mano, viene notata da Romeo, che la insegue L'inseguimento si conclude su di un ponte; sotto un cielo illuminato da fuochi d'artificio, i due si scambiano il loro primo bacio. |                   |                |
| 8  | Appoggiarsi a qualcuno – Cosa si intende per giustizia 「甘え ～正義とは～ (La via più facile)」 - Amae ~Seigi to wa~ | 23 maggio 2007    | 15 aprile 2009 |
| 8  | Romeo assicura a Giulietta di amarla nonostante i rispettivi cognomi, e riceve da lei un fazzoletto ricamato con la sua iniziale. Al suo ritorno a palazzo, il ragazzo è aspramente rimproverato dal padre per aver trascurato Ermione; in seguito, durante una passeggiata con Ermione, Romeo rompe il suo fidanzamento con lei confessandole di amare un'altra. Giulietta chiede a Corrado di dargli la spada del padre: vuole partecipare attivamente alla lotta contro Montecchi. Benvolio, che vive provvisoriamente assieme a Curio, invia una lettera l a Romeo per incontrarlo di nascosto; trovatisi faccia a faccia, racconta all'amico dell'esilio e del tentativo di omicidio in suo danno organizzato da Montecchi. In città Giulietta ha un nuovo incontro con Tebaldo, il quale la fa assistere all'incontro tra il capo della milizia ed un frate corrotto che si introduce nelle case dei poveri cittadini per poi denunciarli come affiliati col Turbine Rosso.Infuriata, Giulietta sguaina la spada per colpire il delatore, ma non ha la forza di portare a termine il suo proposito; a ciò provvede Tebaldo. La ragazza, tra le lacrime, confessa di non esser in grado di uccidere nessuno: mentre Tebaldo la prende tra le braccia per consolarla, Romeo, che sta volando sopra la città col suo cavallo-drago, li vede. |                   |                |
| 9  | Azione – Mai più esitazioni 「決起 ～断ち切る迷い～ (L'incrocio)」 - Kekki ~Tachikiru mayoi~ | 30 maggio 2007    | 2009           |
| 9  | Giulietta vuole distruggere ogni traccia di debolezza ed esitazione dentro di sé, e Corrado la conduce in un luogo segreto in cui i fedeli ai Capuleti si riuniscono per preparare la rivolta. Tuttavia, sia Curio che Francesco s'accorgono che il cuor della ragazza esita ancora a brandire la spada contro Montecchi, l'odiato padre del suo Romeo. Corrado presenta a tutti i convenuti Camillo, un vecchio amico favorevole ai Capuleti che è riuscito a conservare lo status nobiliare. Più tardi, quando Giulietta rientra in casa, incontra Willy il quale dichiara di sapere chi ella sia in realtà e le chiede di essere la degna protagonista della grande storia d'amore che ha in mente di scrivere; la ragazza afferma però che si tratta d'un amore impossibile a realizzarsi. Quella sera, Corrado viene a sapere da Camillo che Montecchi uscirà di nascosto da palazzo in carrozza con pochissime guardie del corpo, sicché vi sarà possibilità di ucciderlo senza ulteriori spargimenti di sangue tra la popolazione. Giulietta e i suoi fedeli si trovano d'accordo sull'attaccarlo; solo Francesco, dubitando della veridicità delle informazioni ricevute, va a chiedere supporto a Tebaldo. Mentre i sostenitori dei Capuleti stanno preparando l'agguato, rimangono essi stessi vittime d'un assalto da parte dei soldati di Montecchi: sono stati venduti da Camillo, che ha dato loro informazioni false. Dopo aver ferito inavvertitamente un soldato, Giulietta sotto shock viene condotta da Antonio lungo un cunicolo sotterraneo che porta all'esterno, dove si trova Tebaldo, avvisato da Francesco. A palazzo, dopo che Romeo scorge delle foglie secche sulla superficie della fontana, Montecchi si dirige precipitosamente verso i sotterranei del palazzo: qui si trova piantato su enormi radici un grande albero magico chiamato Scaligero. Ofelia, la donna che lo custodisce, avvisa Montecchi che l'albero sta cominciando ad appassire e che pare non esservi alcuna soluzione: il suo potere non è eterno. |                   |                |
| 10 | Lacrime – Averti incontrato 「泪 ～貴方と逢えて～ (Lacrime)」 - Namida ~Anata to aete~ | 6 giugno 2007     | 2009           |
| 10 | Mentre Tebaldo cerca di portare in salvo Giulietta in un posto sicuro, Antonio prende un'altra direzione per coprir loro le tracce da eventuale inseguitori; come gli dice Tebaldo quella sera, per colpa della sua negligenza, molte persone hanno dovuto combattere e ferirsi, e Giulietta ne soffre. Nella sala del Gran Consiglio dei nobili Montecchi vuole intensificare la caccia ala ragazza, ma Romeo interviene per chiedere un'amnistia generalizzata. Giulietta se va sotto la pioggia dal luogo in cui l'aveva condotta Tebaldo, il quartiere delle cortigiane, e vaga per le strade demoralizzata credendo i suoi più cari amici oramai morti, fino a quando sviene per la stanchezza. Porzia, la madre di Romeo, la soccorre e la conduce al sicuro nel convento dove vive dal giorno in cui ha abbandonato Montecchi al suo destino di odio e rancore. Più tardi, fa chiamare il figlio e gli racconta finalmente tutta la verità sul male commesso dal padre in quei lunghi anni; Giulietta, che riposa nella stanza accanto si sveglia ed ascolta l'intera conversazione. I due ragazzi possono rincontrarsi sotto lo sguardo mite di Porzia, che già simpatizza per quest'amore impossibile. La mattina seguente, Romeo conferma a Giulietta che vuol rinnegare il proprio nome per poter star accanto a lei: poi fuggono assieme. |                   |                |
| 11 | Il giuramento – La benedizione del sole del mattino 「誓い ～朝陽の祝福～ (Il giuramento)」 - Chikai ~Chōyō no shukufuku~ | 13 giugno 2007    | 2009           |
| 11 | Romeo e Giulietta a bordo di Cielo, il cavallo alato, si lasciano alle spalle Neo-Verona in cerca di un luogo lontano da Montecchi. Giunti all'interno d'una foresta, scendono per far riposare Cielo e qui scorgono un cavallo-drago femmina ferita ad una gamba: un gruppo di bracconieri le sta dando la caccia, ma i due giovani riescono a metterli in fuga. Romeo lascia andare via libero Cielo assieme alla compagna che ha appena trovato. Più tardi, lasciandosi trasportare dalla corrente del fiume, i due innamorati proseguono in barca; qui Giulietta confessa a Romeo un suo sogno di bambina, cioè il potersi sposare in un meraviglioso abito bianco. Sbarcati dopo un lungo tragitto, s'imbattono in una chiesetta abbandonata e qui, entrati, Romeo decide di sposare simbolicamente la sua amata: davanti all'altare esprime il voto di proteggere a qualsiasi costo Giulietta. |                   |                |
| 12 | Serenità – Se potessimo rimanere così 「安息 ～このままで～ (Un porto sicuro)」 - Ansoku ~Kono mama de~ | 20 giugno 2007    | 2009           |
| 12 | Proseguendo per il loro cammino, i due giovani raggiungono una fattoria abbandonata e decidono di stabilirvisi. Il giorno dopo, usciti a prendere l'acqua, Giulietta si sente come chiamata da una forza misteriosa che la trascina in uno strano luogo: ai piedi delle radici morenti del grande albero che sostiene l'intero continente aereo di Neo-Verona, lo Scaligero. Un signore anziano che lì si trova la informa che in origine gli alberi erano due, ma che uno è già morto, mentre il secondo, come lei stessa può vedere, sta morendo; Giulietta si sente male e perde i sensi,soccorsa da Romeo. In città Montecchi mobilita la guardia personale per far ricondurre Romeo a palazzo, scovare l'erede dei Capuleti e catturare tutti i suoi amici. Antonio, che gira per le strade in cerca di informazioni, va da Cordelia (la quale ospita a casa sua Benvolio) e viene a sapere che Corrado e Curio sono sopravvissuti, mentre di Francesco si sono perse le tracce. Montecchi, invece, va a trovare la moglie al convento per farsi dire dov'è andato Romeo, sospettando oramai che il figlio possa aver stretto un qualche legame con l'ultima sopravvissuta dei Capuleti. I soldati della guardia personale giungono al villaggio nei pressi del quale sta la fattoria in cui si sono rifugiati Romeo e Giulietta, avendo ricevuto informazioni riguardanti una coppia passata di lì a bordo d'un cavallo alato bianco; cominciano a saccheggiare e bruciare le case ed arrestare gli abitanti. I due ragazzi, venuti a conoscenza di quello che sta accadendo, decidono di recarvisi immediatamente per portare aiuto alla popolazione, ma finiscono con l'esser catturati entrambi. |                   |                |
| 13 | Palpito – Guidata 「脈動 ～導かれて～ (Il battito vitale)」 - Myakudō ~Michibikarete~ | 27 giugno 2007    | 2009           |
| 13 | Arrestata, Giulietta viene portata davanti al Signore Montecchi, il quale ne proclama la pubblica esecuzione di lì a due giorni: informati, Francesco Curio e Antonio decidono di agire quella notte stessa, per liberarla. Nel frattempo, Giulietta, in prigione, riceve la visita di Ermione, che si identifica come la fidanzata di Romeo e l'accusa di aver voluto sedurlo per vendicarsi di suo padre. Quella notte l'assalto ha successo e Curio conduce via con sé Giulietta, la qual viene però colta dall'identico malessere che l'aveva assalita quando si trovava di fronte al grande albero magico protettore dell'intero continente sospeso. In seguito a un'alluvione, la giovane è ricondotta ai piedi dello Scaligero, ove Ofelia sembra instillare qualcosa all'interno del suo petto. Giulietta si risveglia dentro la grande fontana del palazzo e viene subito circondata dai soldati della Guardia; Romeo, che era chiuso a chiave nella sua stanza con la forza, informato da Mercuzio giunge da Giulietta e sfida apertamente gli ufficiali, facendo fa da scudo mentre Giulietta viene soccorsa e portata via da Antonio. |                   |                |
| 14 | Responsabilità – Tra le mie braccia 「重責 ～この腕の中で～ (La sfida)」 - Jūseki ~Kono ude no naka de~ | 4 luglio 2007     | 2009           |
| 14 | Giulietta, Francesco, Curio, Antonio partono per Mantova, ove si trova la villa della madre di Willy, una Farnese rimasta fedele a Capuleti. A palazzo, Romeo proclama senza esitazione davanti al padre il proprio amore nei confronti di Giulietta: Montecchi, per punizione lo spedisce a Gradisca, alle cave di pietra, col compito di far raddoppiare la produzione, pena il suo perpetuo esilio da Neo-Verona. Alla miniera, Romeo, in qualità di supervisore, si rende presto conto che le condizioni di vita son molto differenti da quelle dei nobili a palazzo. Mentre sta ispezionando la miniera sotterranea è testimone della caduta, causata dalla stanchezza, di Petruccio, un ragazzino condotto lì per aver rubato un tozzo di pane con l'intento di sfamare i fratellini. I due uno scontro verbale e Romeo comprende di dover ribellarsi a suo padre e al proprio destino, invece di fuggire sempre: toccato nel profondo dalla reazione di Romeo, Petruccio in seguito si scusa d'averlo accusato ingiustamente. I due giovani finiscono per lavorare assieme e diventano amici; Petruccio gli confessa che quando i fratellini lo vedevano volare sopra Neo Verona in groppa di Cielo, avrebbero tanto voluto fare un giro anche loro. Poco dopo però Petruccio si ammala gravemente e, mentre Romeo si trova al suo capezzale, si fa promettere di condurre un giorno i fratellini su un cavallo-drago. La mattina seguente, però Romeo piange la morte dell'amico. |                   |                |
| 15 | Me stesso – La strada sulla quale devo proseguire 「自我 ～進むべく道～ (L'alba dei cambiamenti)」 - Jiga ~Susumu beku michi~ | 11 luglio 2007    | 2009           |
| 15 | Recuperati i pochi averi posseduti da Petruccio, Romeo si ripromette di riportarli al fratellino e alla sorellina. Giovanni, uno dei lavoratori più robusti e di buon cuore della miniera, interviene per difendere il ragazzo da un gruppetto che gli aveva sottratto il fazzoletto donatogli da Giulietta. A palazzo intanto Ermione prega per la liberazione e veloce ritorno di Romeo; ma quando va nella camera del giovane a portare delle rose, scopre con rabbia invece degli iris. Mentre si trova in viaggio in carrozza, Giulietta riconosce la foresta per dove era passata precedentemente assieme a Romeo: ricorda con l'albero magico che ha veduto durante la fuga, ed altre immagini l'assalgono fino a che non si sente male. Una forte scossa di terremoto sopraggiunge, così potente da scuotere in profondità la terra e causar crolli alla miniera: mentre il comandante chiede l'immediato ritorno agli scavi, Romeo, vedendo una gran quantità di feriti, ordina invece l'immediata chiusura dell'intera struttura, il soccorso e la liberazione di tutti i lavoratori della miniera. Mentre si reca in una delle zone più colpite, dove è rimasto intrappolato proprio quello che gli voleva portar via il fazzoletto, una frana rischia di farlo cadere anche lui; interviene in loro aiuto Giovanni. Quella notte Romeo confida a Giovanni di voler cambiare il mondo e costruirne uno nuovo in cui non vi sia più oppressione, ove tutti loro possano vivere liberi dalla persecuzione di Montecchi. L'uomo salvato da Romeo giunge a ringraziarlo e a scusarsi, mentre Giovanni pensa che ci sono ancora molti ostacoli prima che il sogno di Romeo possa realizzarsi. |                   |                |
| 16 | Da sola – Mio amato 「ひとり ～いとしくて～ (Lontano dall'amato)」 - Hitori ~Itoshikute~ | 18 luglio 2007    | 2009           |
| 16 | Avvisata della frana alla miniera, Ermione implora invano Mercuzio di richiedere a Montecchi il rimpatrio di Romeo; teme inoltre che Giulietta possa approfittarne per presentarglisi davanti. Mentre Giulietta, Curio e Francesco sono in viaggio, quest'ultimo capisce che i pensieri della ragazza sono costantemente fissi sul figlio di Montecchi; durante una pausa del viaggio Curio e Francesco ammettono di provare per lei sentimenti d'amore. A palazzo Montecchi chiede a Mercuzio l'opinione che ha su suo padre Tito, un gaudente ubriacone, fino a domandargli se davvero costui meriti di continuare a vivere; sono interrotti dai genitori di Ermione, disperati per la fuga della ragazza. Costei é diretta a Gradisca, ma, giunta a Mantova, viene assalita dai banditi che le portano via tutto. Anche Giulietta e i suoi sono giuntia Mantova. Qui la giovane viene a sapere dell'incidente nella miniera; nella piazza del mercato della città incontra poi Ermione la quale, appena la scorge, ha un attacco isterico e tenta di aggredirla. Giulietta decide di portare con loro Ermione con loro per prendersi cura di lei; ma Ermione, svegliatasi, e veduta Giulietta accanto a sé, afferra un coltello e la ferisce ad una mano. Le due ragazze parlano dei sentimenti che provano verso Romeo, e sembrano comprendersi: Ermione perdona Giulietta, e il mattino seguente decide di tornare a Neo Verona. |                   |                |
| 17 | Tiranno – Legame nero profondo 「暴君 ～漆黒の因縁～ (Il passato sepolto)」 - Bōkun ~Shikkoku no innen~ | 25 luglio 2007    | 2009           |
| 17 | Emilia, Corrado e Willy giungono a villa Farnese dove si trova Giulietta. Antonio, mentre si trova per strada, scorge Camillo e corre ad avvisare Francesco e Curio, i quali si mettono immediatamente sulle sue tracce: a casa dell'uomo trovano però Tebaldo. Qui il giovane confessa la sua identità: egli è il cugino di Giulietta, ma anche il fratellastro di Romeo, in quanto figlio di una relazione clandestina tra Montecchi e una giovane Capuleti. Mentre proclama tutto il proprio odio contro Montecchi, che ha sedotto e poi abbandonato la madre, Giulietta gli dice che in fin dei conti egli assomiglia al padre: lei invece, da quando è innamorata di Romeo, ha spazzato via ogni traccia di rancore e non riesce più a provare alcun odio nei confronti di quella famiglia. A Gradisca Romeo contravviene alle disposizioni del padre e decide di lasciare la miniera liberando tutti i prigionieri; temporaneamente si stabiliscono in un villaggio vicino. In città, Montecchi ha appena fatto inaugurare la statua della Dea, a protezione dell'intero continente aereo di Neo Verona ed ha uno scambio di vedute con la madre di Willy, Lady Ariel, di cui non ignora le simpatie per i Capuleti, ma che non osa colpire per timore di ritorsioni da parte dei nobili a lei vicini. Tito, il padre di Mercuzio, chiede a Montecchi di prendere in considerazione l'adozione di suo figlio, che lo ha sempre ammirato immensamente. Tito conosce il segreto delle origini di Montecchi: costui è figlio di una prostituta e di un nobile Capuleti; cresciuto, ha deciso di vendicarsi e sterminarne la famiglia che lo ha sempre rifiutato. Dopo essersi fatto adottare dal Lord Montecchi del tempo, lo avvelenò per ereditarne il titolo; ha poi sedotto la futura madre di Tebaldo, da cui ha appreso dell'esistenza di Scaligero. Quella sera Montecchi invita Tito ad un duello, e, davanti a un impietrito Mercuzio, lo uccide senza pietà nel gran salone del palazzo. |                   |                |
| 18 | Ambizione – In ciascun cuore 「志 ～それぞれの胸に～ (Volontà)」 - Kokorozashi ~Sorezore no mune ni~ | 1º agosto 2007    | 2009           |
| 18 | Corrado, Francesco e Curio stanno cercando una maniera sicura per reclutare più persone possibili per la loro causa. Francesco propone di commissionare a Willy la stesura di un dramma basato sulla storia di Giulietta e sulla sua funzione di Turbine Rosso; vedendola, gli spettatori simpatizzeranno per la giovane vittima di Montecchi, e ne sosterranno la causa contro il tiranno. A palazzo si svolgono i funerali i Tito, la cui morte è stata mascherata come un incidente. Nei pressi della miniera, Romeo continua a lavorare la terra assieme a tutti gli altri nel tentativo di costruire il villaggio in cui si stabiliranno con le loro famiglie. Mentre si trova nel bosco in cerca d'acqua incontra il vecchio che aveva già veduto davanti al grande albero magico; questi gli dona dei semi che crescono anche nel terreno più difficile ed aspro. Nel giardino di villa Farnese a Mantova Willy prova, con l'aiuto di Emilia e gli altri, la sua nuova opera teatrale; la trama principale riguarda il puro amore di una nobile fanciulla fanciulla per un giovane di un a famiglia nemica. I biglietti che vengono distribuiti vanno a ruba e la sera della prima c'è il tutto esaurito. Antonio informa Giulietta sul luogo ove si trova l'amato e assieme a Willy la spinge a recarvisi immediatamente; accompagnata da Curio, ella giunge al villaggio e vede come Romeo, con l'aiuto di tutti i suoi compagni, sia riuscito a dar vita alla terra arida circostante. I due innamorati si reincontrano all'interno d'una chiesa abbandonata. |                   |                |
| 19 | Eredità – Io sono… 「継承 ～我こそは～ (Il Vento della Speranza)」 - Keishō ~Ware koso wa~ | 8 agosto 2007     | 2009           |
| 19 | Giulietta si accorge presto che Romeo è diventato più forte, e che ha portato in tutti un vento nuovo di speranza, e che anche lei dovrà fare lo stesso. In serata va in scena la rappresentazione teatrale che commuove tutti gli spettatori. Con sorpresa dei suoi sostenitori, Giulietta irrompe in scena come Turbine Rosso, ed esorta il pubblico a far soffiare il vento del cambiamento: il suo intento è compiere una rivoluzione per il bene del popolo, non una vendetta personale contro Montecchi. Il suo intervento conquista la folla, che si unisce contro Montecchi. Il giorno seguente, tutti i fedeli ai Capuleti volano verso Neo Verona, ove gli abitanti insorgono contro Montecchi: comincia la rivoluzione. Al calar della notte, un battaglione è installato attorno al palazzo di Montecchi, ma Francesco riesce a far attraversare ai ribelli il portone inferiore e ad introdursi in città. Compare il Turbine Rosso che chiede alla gente di seguirlo, poiché solo il popolo può governare se stesso. Quando un arciere lancia una freccia contro il Turbine, il suo cappello e la maschera volano via, rivelando a tutti il volto di Giulietta Capuleti pronta a combattere, tra la commozione della folla. |                   |                |
| 20 | Missione – Il primo passo senza esitare 「使命 ～揺るぎなき一歩～ (Tenuti al Dovere)」 - Shimei ~Yuruginaki ippo~ | 29 agosto 2007    | 2009           |
| 20 | Al villaggio, Romeo si rende conto che le piantagioni stanno disseccando a causa della terra sterile; va così in cerca del vecchio che gli aveva donato i semi, il quale lo informa che é oramai vicina la fine dell'intero continente di Neo Verona, e che se Romeo vuole fermare la distruzione, dovrà accollarsi il destino di Giulietta. Venuto a conoscenza della situazione venutasi a creare in città, Romeo viene spinto a rientrarvi da Giovanni; in città, la maggior parte delle guardie sono intanto passate dalla parte dei Capuleti. Sul petto di Giulietta compare un misterioso segno che ricorda l'emblema della sua famiglia. Il giorno seguente Romeo arriva alle porte della città; Giulietta, informata del suo arrivo, lo lascia entrare per fargli parlare col padre e convincerlo ad abdicare. I nobili rifugiati nella sala consiliare ascoltano inorriditi. la proposta di Montecchi di bruciare tutte le case dei quartieri popolari della città. Solo Mercuzio é a favore, ma, dopo aver assassinato lo stesso presidente dell'assemblea, Montecchi ottiene il voto favorevole di tutti i presenti. Romeo, giunto dinanzi al padre con la spada insanguinata ancora in mano, si fa condurre da questi davanti allo Scaligero, l'albero che permette la vita del loro mondo. Presto però la terra inizia a tremare facendo crollare molti edifici. Ofelia, la custode dell'albero, si presenta davanti a Giulietta e le racconta la storia del grande albero, indebolito sempre più dai crimini commessi da Montecchi: informa inoltre la ragazza che, per evitare la fine del mondo, é suo dovere, in quanto figlia di Capuleti, donarsi allo Scaligero e dare nuova vita all'albero. |                   |                |
| 21 | Legge – L'abbraccio della Dea 「掟 ～女神の抱擁～ (Da Morire)」 - Okite ~Megami no hōyō~ | 5 settembre 2007  | 2009           |
| 21 | L'intera città è stata gravemente colpita dal terribile terremoto, e vi sono state molte vittime. Mercuzio conduce le guardie rimastegli a bruciare le case dei poveri: Montecchi gioisce nel veder lo spettacolo dell'incendio e Romeo lo rinnega come padre. Il fuoco si diffonde velocemente e, mentre Mercuzio continua a far appiccare le fiamme, Romeo dcerca invano di convincerlo a desistere. I due innamorati si incontrano mentre stanno cercando di soccorrere i cittadini feriti dai crolli; anche Emilia e Willy, appena tornati in città, assistono impotenti al disastro che si sta per abbattere sopra l'intero continente. Quella sera Cordelia la informa d'essersi fidanzata con Benvolio, ed il loro matrimonio viene immediatamente celebrato; l'amica consegna il bouquet a Giulietta augurandole eterna felicità assieme al suo Romeo. Giulietta, però, ha già deciso di sacrificarsi per il bene di Romeo e di tutte le persone che le sono care. Mentre Romeo auspica di potersi presto riunire a Giulietta, la neve comincia lentamente a cadere sopra la città. |                   |                |
| 22 | Legame malefico – Violenti sentimenti devastanti 「呪縛 ～荒ぶる激情～ (La Fine della Rivoluzione)」 - Jubaku ~Aburu gekijō~ | 12 settembre 2007 | 2009           |
| 22 | Giulietta è determinata a seguire e compiere il proprio destino: deporrà Montecchi, restituendo la città al popolo, e poi si sacrificherà allo Scaligero. Tebaldo le narra l'intera storia dello Scaligero, e di come tutte le ragazze della famiglia Capuleti sono assegnate dalla Dea alla protezione eterna dell'albero; Giulietta gli affida Romeo, chiedendo di prendersi cura del fratellastro. Il ragazzo intanto visita la madre Porzia e le confessa che intende uccidere il padre per porre fine al terrore che regna in città. Il mattino seguente, il clan Capuleti al gran completo con Giulietta alla sua testa si dirige a palazzo per lo scontro finale; i nobili iniziano a fuggire e le guardie, che hanno ricevuto l'ordine da Montecchi di uccidere qualsiasi fuggitivo, a disertare. Mercuzio, solo e abbandonato da tutti, vaga all'interno del palazzo non sapendo più dove andare né cosa fare. Giunta al portone d'ingresso Giulietta, riceve gli omaggi del capo delle guardie, che le si inchina dinnanzi riconoscendola come la legittima signora del palazzo. Nella sala del trono, Montecchi viene raggiunto da Tebaldo: padre e figlio si affrontano con la spada, fino a che Montecchi non si rende conto che tutto sembra esser stato pianificato dallo stesso Scaligero, per portare Giulietta a sacrificarsi e donare la vita per la salvezza di Neo Verona. Giunge anche Romeo, e subito dopo irrompe nella stanza Giulietta con i suoi; la ragazza, gettata la spada a terra, afferma che non v'è più alcun bisogno di spargimenti di sangue, intimando solo a Montecchi di abdicare. Mentre questi rivolge la spada contro Giulietta, da dietro le cortine del trono appare Mercuzio, il quale pianta un pugnale con la lama intinta nel veleno sulla schiena del tiranno; con le sue ultime parole, il tiranno ammette di aver sempre voluto essere amato da qualcuno, ma di non esserci mai riuscito. Mercuzio, in piena crisi d pazzia, viene portato fuori mentre grida istericamente che lui è l'eroe che ha abbattuto il tiranno. Dopo che Romeo copre con un telo il corpo ormai senza vita del padre, Giulietta si allontana, chiedendo mentalmente perdono all'amato di non poter mantenere la promessa di condividere l'intera vita e rimaner assieme anche dopo la morte. |                   |                |
| 23 | Germogliazione – Bacio della morte 「芽吹き ～死の接吻～ (Per il mio amore)」 - Mebuki ~Shi no seppun~ | 19 settembre 2007 | 2009           |
| 23 | Lasciato il salone, dopo aver ricevuto gli onori e il riconoscimento da parte di Romeo, Giulietta si prepara a compiere suo destimk, tramutarsi in Talea per animare lo Scaligero. Lo stendardo dei Capuleti è issato, tra gli scoppi di gioia del l popolo, mentre scosse sempre più forti di terremoto distruggono ampie porzioni di Neo Verona: l'intero continente aereo sta per precipitare giù dal cielo. Diretta ai sotterranei, dove si trova lo Scaligero, Giulietta presto inseguita da Romeo, che ha saputo da Tebaldo le intenzioni della ragazza, e cerca di fermarla. Lei sembra irremovibile, fino a che Romeo non la bacia con passione e a questo punto Giulietta capisce che non vuole morire dentro l'albero magico ma vivere in eterno assieme al suo innamorato. Le radici giganti dello Scaligero isolano i due giovani amanti dal resto del gruppo, interrompendo il passaggio a Corrado, Francesco, Curio e Tebaldo giunti in loro soccorso; Ofelia annuncia che il destino di Giulietta sta per compiersi. Il marchio sul petto della ragazza comincia a risplendere e le spuntano due ali, segno che il seme piantato dentro di lei sta per germogliare. Giulietta viene trascinata via dalle radici dell'albero e condotta al cospetto di Ofelia. Tebaldo esorta Romeo ad andare a salvarla, ma le radici lo intrappolano,impedendogli di avanzare. Romeo assiste così impotente al bacio della morte che Ofelia imprime sulle labbra di Giulietta, suggello al destino che l'attende. |                   |                |
| 24 | Preghiera – Un mondo in cui ci sei tu 「祈り ～きみのいる世界～ (Un nuovo mondo)」 - Inori ~Kimi no iru sekai~ | 26 settembre 2007 | 31 luglio 2009 |
| 24 | Disperato, Romeo grida ad Ofelia di lasciar andare una incosciente Giulietta, la quale sta avviandosi a far germogliare il seme che la condurrà all'agonia eterna. Lo scontro continua ferocissimo contro le radici dell'albero che continuano ad ostacolare i liberatori. Le grida di Romeo destano Giulietta, che fa esplodere i rami che la circondano in tante piccole luci. I due innamorati sembrano riuniti, ma Ofelia, in un ultimo impeto di violenza, trafigge Romeo con una delle radici giganti. Ferito a morte, Romeo confessa tra le braccia di Giulietta tutto l'amore che le porta; la ragazza, che sente ancora la presenza dello Scaligero dentro di sé, dice addio ai suoi amici, e, stretta al corpo esanime di Romeo gli dice che manterrà la promessa di rimanere uniti anche dopo la morte. Le ali sulle sue spalle si riaprono includendo questa volta entrambi; porteranno il carico del destino assieme, assorbiti all'interno dello Scaligero. A Neo Verona riappare il sole; terminato il terremoto, la città si distacca dal continente fluttuante e si adagia. Un anno dopo, la nuova città è diventata un paradiso lussureggiante di pace, benedetto dal nuovo Scaligero in cui sono avvinti Romeo e Giulietta. Francesco e Corrado sono diventati membri del nuovo Parlamento, mentre Cordelia e Benvolio hanno avuto un figlio; Curio ha aperto un negozio di frutta. Tebaldo realizza l'ultimo desiderio di Romeo, portando i fratellini di Petruccio in groppa al cavallo-drago Cielo, e racconta loro di suo fratello minore; Ermione va spesso ai piedi dell'albero e prega di poter trovare anche lei qualcuno da amare fortemente. Le anime dei due giovani amanti non smetteranno mai più di vivere l'una accanto all'altra nell'albero, nessuno potrà più separarli: possono così amarsi per sempre, mantenendo la reciproca promessa che si erano scambiati. Willy completa la stesura dell'opera che ha scritto per ricordare ai posteri l'immenso amore tra Giulietta e Romeo. |                   |                |